# دريقة عالية
دريقة عالية (الاسم العلمي:Aspidistra elatior) هي نوع من النباتات تتبع جنس الدريقة من الفصيلة الهليونية. تم وصف هذا النوع من النبات علمياً لأول مرة من قبل كارل لودفيغ بلوم سنة 1834.
يبدي هذا النبات تسامحاً تجاه الإهمال ويزرع على نطاق واسع باعتباره نباتاً منزلياً. ولكن يمكن أيضا أن يزرع بالخارج في الظل حيث تكون درجات الحرارة فوق -5 درجة مئوية (23 درجة فهرنهايت).

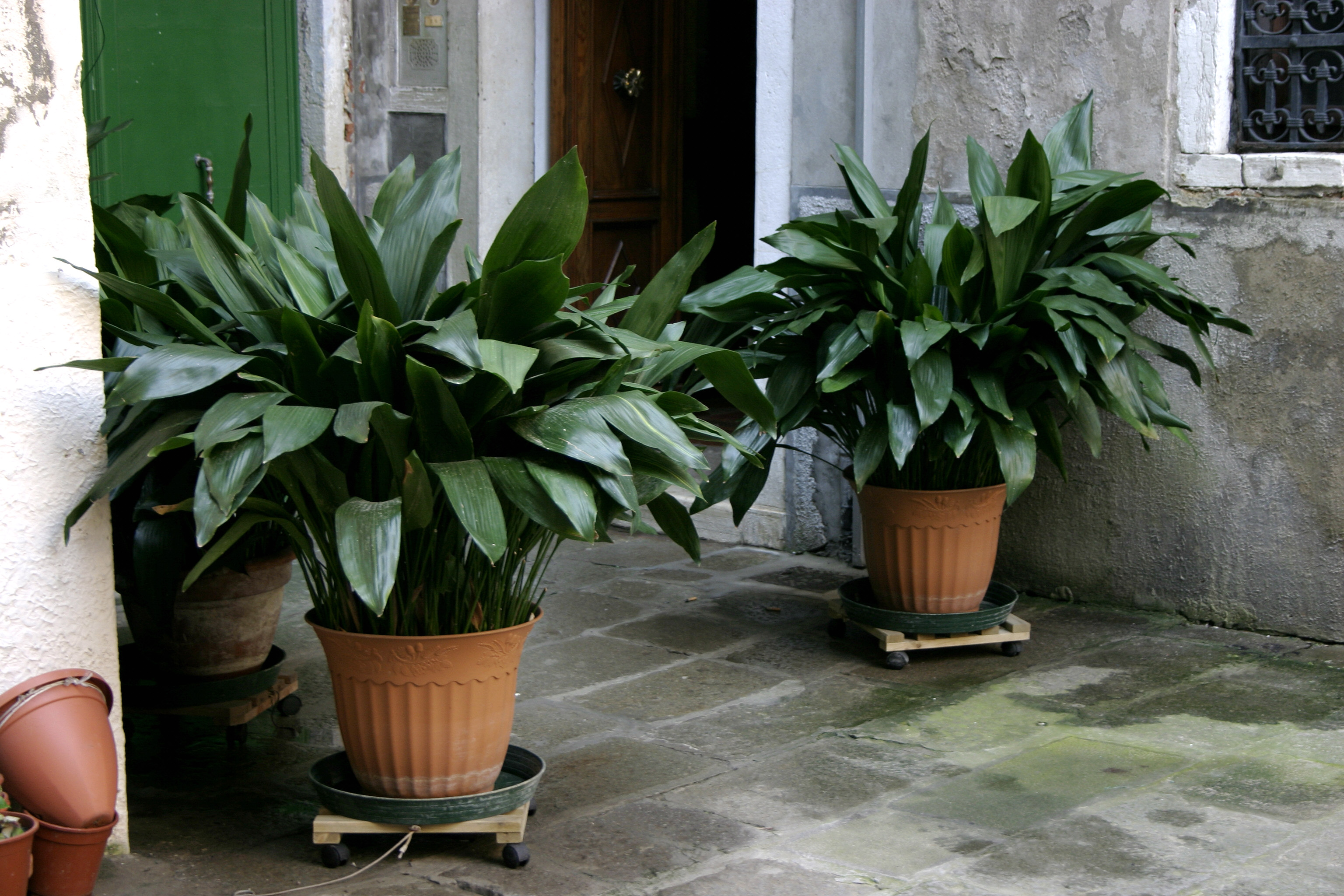
الدريقة العالية كنبات يوضع في أصص

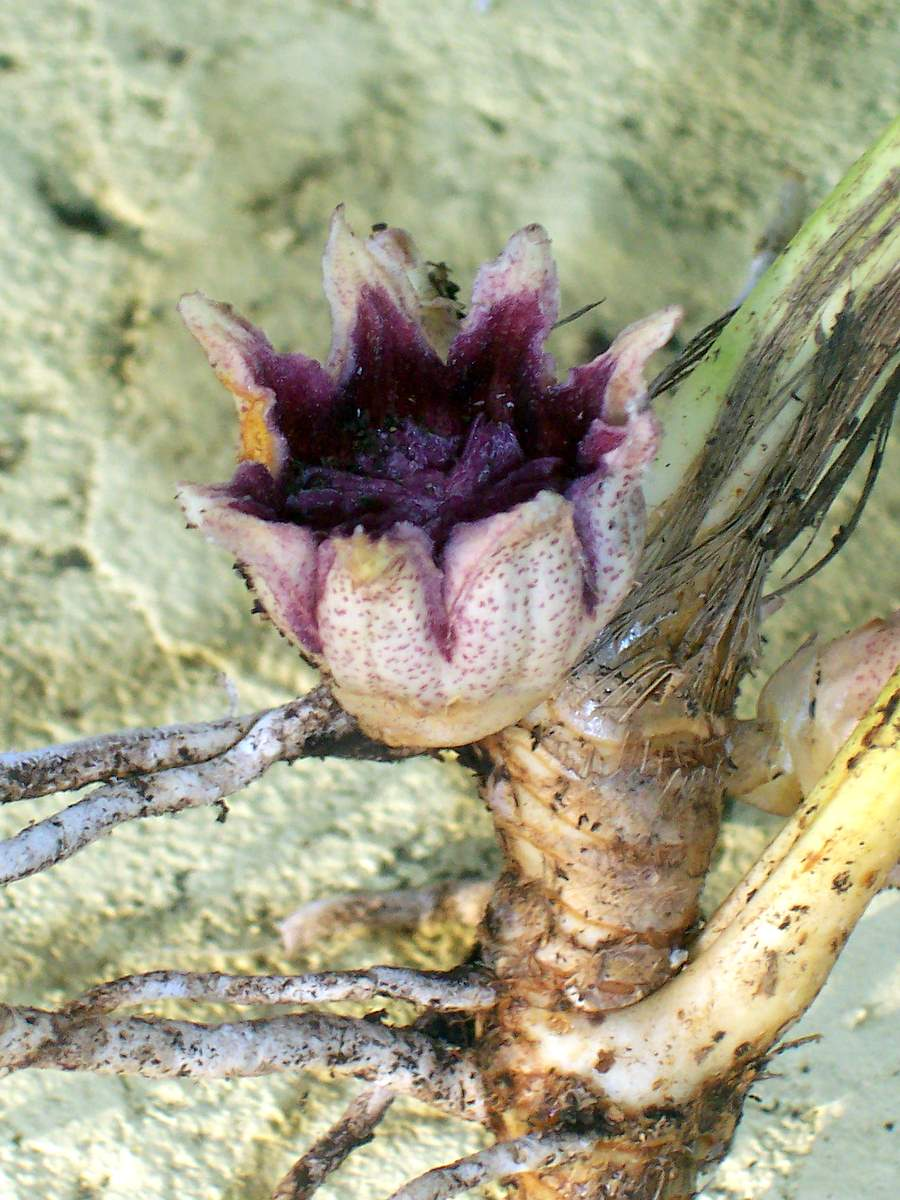
زهرة الدريقة العالية

## التوزيع
على الرغم اعتقاد البعض أن أصل هذا النبات هو الصين لكن الواقع هو أن أصل ها النوع هو جزيرة تايوان والجزر في جنوب اليابان بما في ذلك سوانوسيجيما وكوروشيما وجزر أوجي. ويتواجد هذا النبات دائما مع أنواع الأشجار العالية مثل الأرديسيا السيبولدية والشنكابن السيبولدي.
يصل طوله وعرضه إلى 60 سم (24 بوصة)، وهو نبات جذري معمر دائم الخضرة، بأوراق خضراء داكنة لامعة يبلغ طولها 30-50 سم (12-20 بوصة)، وأزهار كريمية مكونة من 8 فصوص مع لون كستنائي من السطح الداخل ، ويولد في بداية الصيف.